# NGC 5163
NGC 5163 este o galaxie eliptică situată în constelația Ursa Mare. A fost descoperită în 26 aprilie 1789 de către William Herschel. Se află la o distanță de 128,2 de megaparseci de Pământ.